# داسو ميراج 4000
داسو ميراج 4000 (بالإنجليزية: Dassault Mirage 4000)‏ هي طائرة مقاتلة أنتجت في فرنسا. من صناعة داسو للطيران. كان أول طيران لها في 9 مارس 1979.